# Nhân trắc học

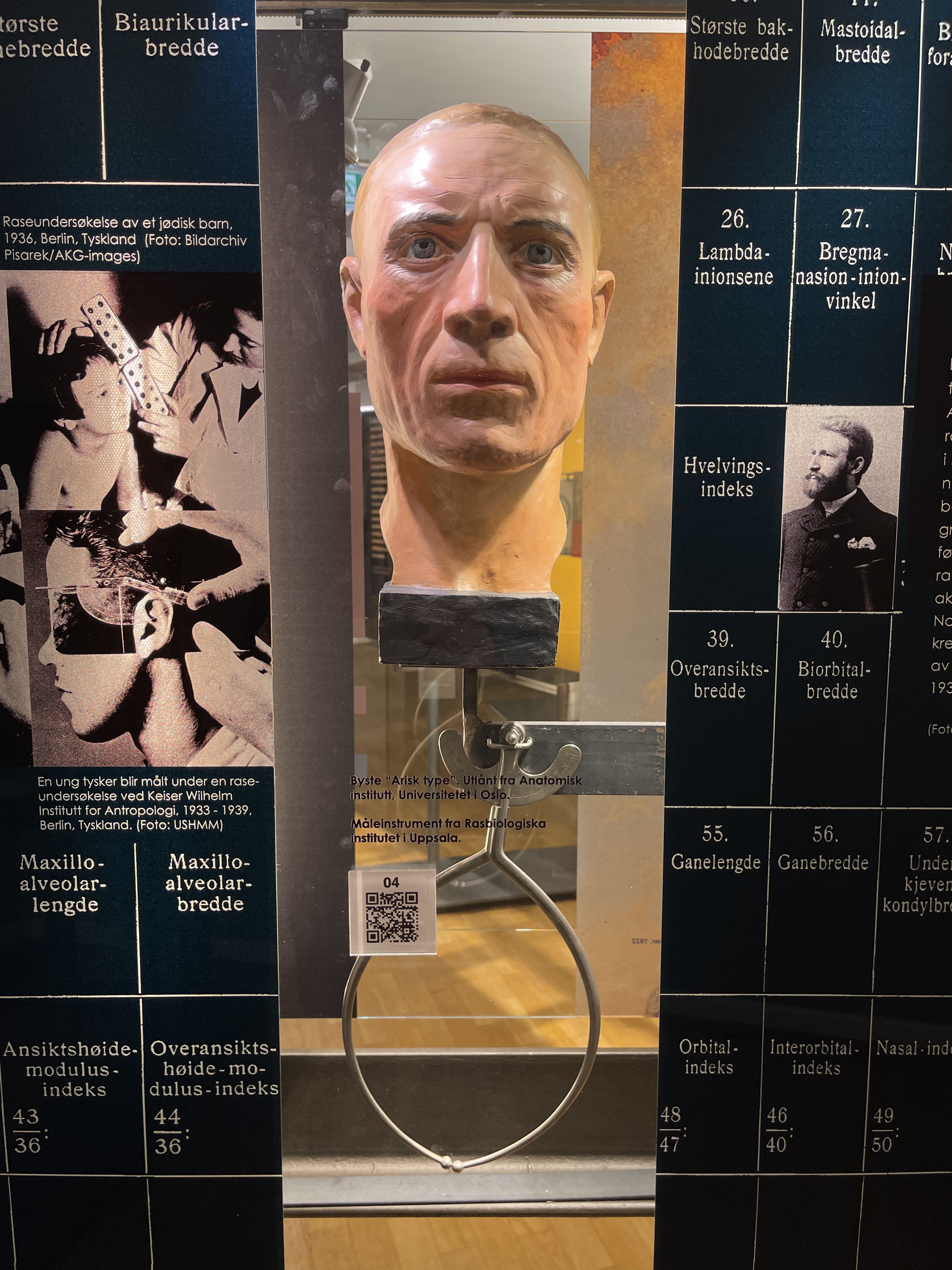
Mô phỏng phân tích nhân trắc học

Nhân trắc học (Anthropometry) đề cập đến phép đo lường cá nhân con người, đó là phép đo có hệ thống các đặc tính vật lý của cơ thể con người, chủ yếu là các mô tả về các chỉ số kích thước cơ thể người và hình dạng cơ thể rồi sử dụng toán học để phân tích kết quả đo lường nhằm tìm ra những quy luật về phát triển hình thái người nhằm phục vụ cho những yêu cầu thực tiễn của khoa học kỹ thuật, sản xuất và đời sống. Nhân trắc học cũng giúp tìm hiểu được những đặc trưng số lượng về những biến dị của các cá thể tuỳ thuộc vào giới tính, lứa tuổi, dân tộc, nghề nghiệp cũng như các yếu tố tự nhiên khác để so sánh, tìm được sự tương đồng và khác biệt. Nhân trắc học hình thành từ yêu cầu thực tiễn do các phương pháp và cách tiếp cận thường được sử dụng trong việc phân tích mức sống không đủ hữu ích, nên sự ra đời của nhân trắc học trở nên hữu ích đối với các nhà sử học trong việc trả lời các câu hỏi mà họ quan tâm. 
Công cụ ban đầu của nhân học vật lý đã được sử dụng để nhận dạng nhằm hiểu sự khác biệt về thể chất của con người, trong ngành cổ nhân loại học và trong nhiều nỗ lực khác nhau nhằm liên hệ các đặc điểm thể chất với chủng tộc và tâm lý. Ngày nay, nhân trắc học đóng vai trò quan trọng trong thiết kế công nghiệp, thiết kế quần áo (kích cỡ quần áo), công thái học, kiến trúc, thiết kế nội thất, bằng cách vận dụng những dữ liệu thống kê, đo đạc, đo lường về tầm vóc, đặc điểm cơ thể (thể vóc, thể trạng) trong cộng đồng dân cư được sử dụng để tối ưu hóa sản phẩm. Những thay đổi về lối sống, chế độ dinh dưỡng và thành phần dân tộc của dân số dẫn đến những thay đổi trong sự phân bố kích thước cơ thể (ví dụ như sự gia tăng béo phì) và đòi hỏi phải cập nhật thường xuyên thu thập dữ liệu nhân trắc học. Tính chất định lượng của các dấu hiệu nhân trắc được tính bằng các đơn vị đo lường như centimet, milimet, kilogram, newton, độ hay bằng các chỉ số hệ thông số.

## Các thông số

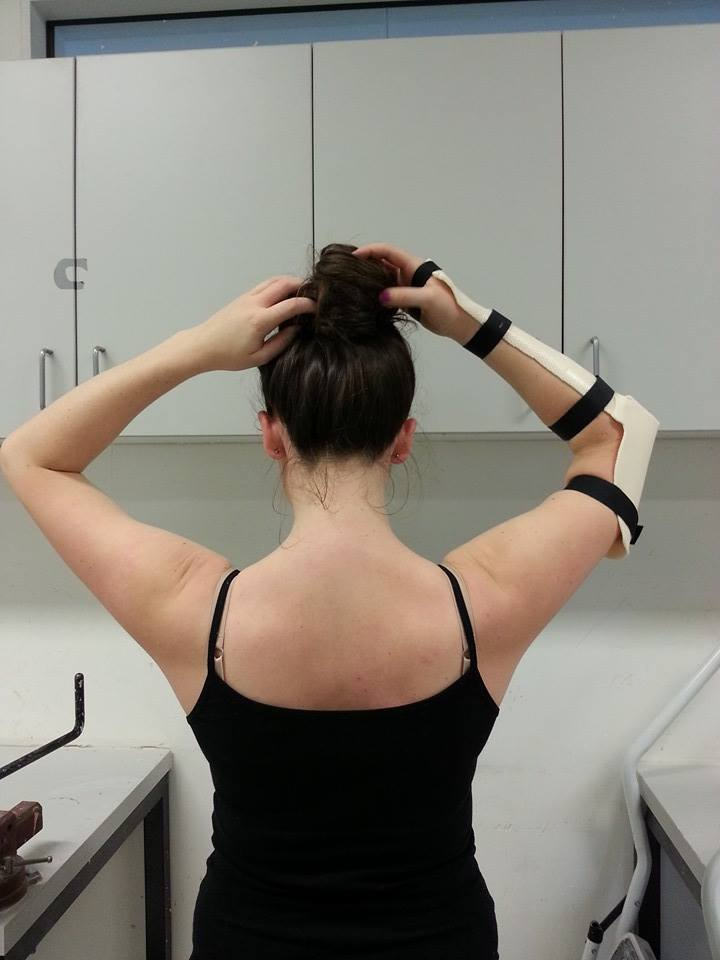
Các thông số ngoại hình (Outcome measures) nhân trắc học

Các chỉ số nhân trắc phản ánh đặc điểm sinh lý của con  người thường được gọi là hằng số sinh lý gồm:
- Chiều cao của con người thay đổi rất nhiều giữa các cá nhân và giữa các quần thể do nhiều yếu tố phức tạp về mặt sinh học, di truyền và môi trường sống cũng như những yếu tố khác. Do các vấn đề về phương pháp luận và thực tiễn, phép đo chiều cao cũng có thể bị sai số đáng kể trong lấy mẫu thống kê. Chiều cao trung bình trong đồng nhất quần thể về mặt di truyền và môi trường thường tỷ lệ thuận với số lượng lớn cá thể. Sự thay đổi chiều cao đặc biệt (khoảng 20% độ lệch so với mức trung bình của quần thể) trong một quần thể như vậy đôi khi là do bệnh khổng lồ hoặc bệnh lùn, do các bất thường trong gen hoặc nội tiết tố gây ra[2]. Điều quan trọng cần lưu ý là có sự khác biệt lớn ngay cả giữa những cơ thể điển hình nhất (chiếm 66% dân số)[3].
- Cân nặng của con người (còn gọi là thể trọng, khối lượng cơ thể người) thay đổi rất nhiều theo từng cá nhân và giữa các quần thể, với những ví dụ được ghi chép trái ngược nhất về người lớn là Lucia Zarate với cân nặng chỉ là 2.1 kg (4.7 lb) và Jon Brower Minnoch với cân nặng lên đến 640 kg (1,400 lb) và với các chỉ số thái quá của các cá thể trong tổng dân số dao động từ 49.6 kg (109.3 lb) ở Bangladesh đến 87.4 kg (192.7 lb) ở Micronesia[4][5]. Khối lượng cơ thể người ngày nay có các thông số như Khối lượng nạc cơ thể (LBM), Tỷ lệ mỡ cơ thể (BFP) và các thống kê cụ thể khác.
- Về các cơ quan, nội tạng người thì có các đo đạc kích cỡ não của người trưởng thành dao động từ 974.9 cm3 (59.49 cu in) đến 1,498.1 cm3 (91.42 cu in) đối với nữ giới và từ 1,052.9 cm3 (64.25 cu in) đến 1,498.5 cm3 (91.44 cu in) ở nam giới, với kích thước trung bình lần lượt là 1,130 cm3 (69 cu in) và 1,260 cm3 (77 cu in)[6][7]. Kích cở của dạ dày ở người lớn thay đổi đáng kể, với một nghiên cứu cho thấy thể tích dao động từ 520 cm3 (32 cu in) đến 1,536 cm3 (93.7 cu in) và trọng lượng dao động từ 77gram (2.7 oz) đến 453 grams (16.0 oz)[8]. Về hệ sinh dục của Nam và cơ quan sinh dục nữ thể hiện sự khác biệt đáng kể giữa các cá nhân, với kích cỡ dương vật khác biệt đáng kể[9][10] và kích cở âm đạo khác biệt đáng kể ở người lớn khỏe mạnh[11].